# Cratere Zohar
Zohar è un cratere sulla superficie di Gaspra.